# Kabupaten Aceh Tamiang
Kabupaten Aceh Tamiang är ett kabupaten i Indonesien.   Det ligger i provinsen Aceh, i den västra delen av landet, 1 500 km nordväst om huvudstaden Jakarta. Antalet invånare är 262 358. Arean är 1 939 kvadratkilometer.
Terrängen i Kabupaten Aceh Tamiang är varierad.